# ウェリントン・ブーツ

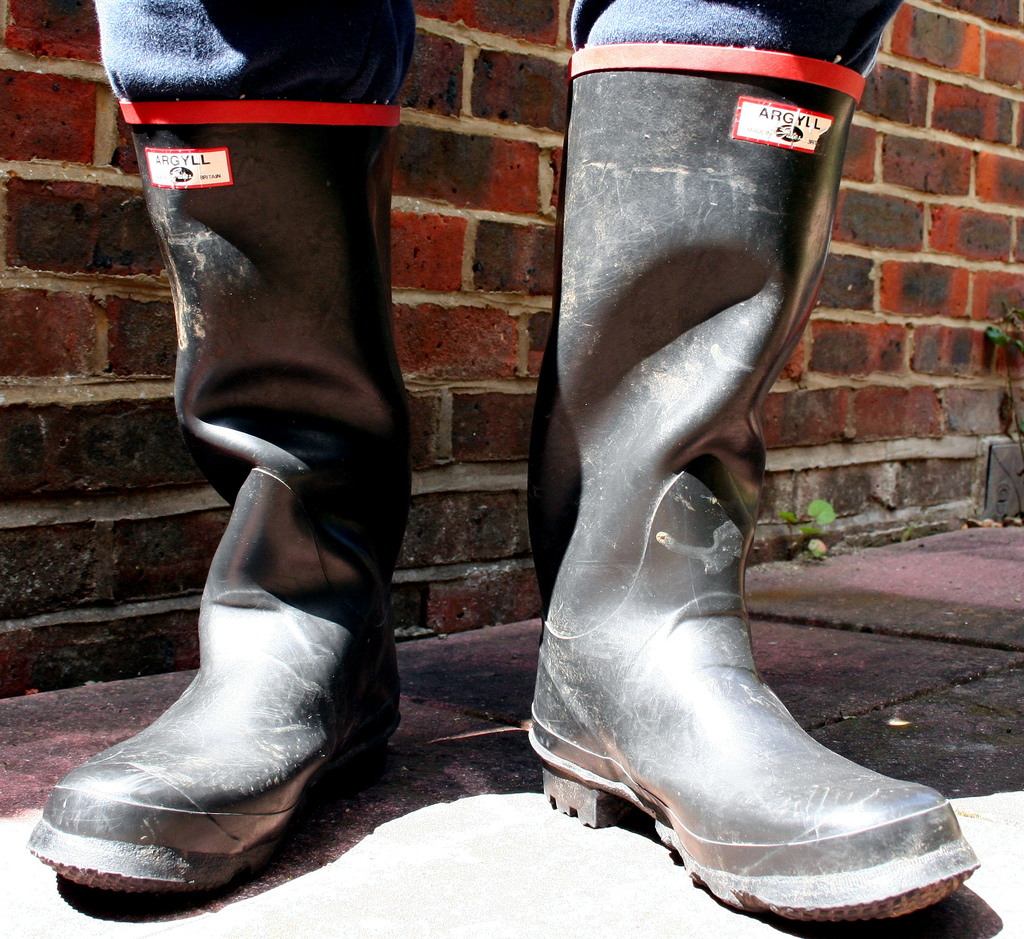
エーグル社のウェリントン・ブーツ

ウェリントン・ブーツ（英: Wellington boot）は、ブーツの一種。ゴム製の長靴、もしくは革製のロングブーツを指す。

## 名称
日本では雨靴、ゴム長などと呼ばれる。このうちパンプス型のものはレインシューズ（和製英語）と呼び区別する場合もある。日本以外でも様々な呼び名があり、ラバーブーツ（rubber boots）、レインブーツ（rainboots）、ゴムブーツ（gumboots）、wellies、wellingtons、topboots、billy-boots、gumbies、gummies、gavin's、 Alaskan Sneakersなどと呼ばれている。
また、日本では革製のブーツを指してウェリントン・ブーツと呼ぶことがある。これは初代ウェリントン公爵が作成した元来のウェリントン・ブーツを指している。このブーツは胴（シャフト）が長く膝下まであり、ラウンドトゥ、低めの踵を持つ。素材はカーフ（子牛）が多い。
日本ではまた、アメリカで「ランチ（牧場）ウェリントン」「ウエスタン（西部）ウェリントン」と呼ばれている革靴を指して「ウェリントン・ブーツ」と呼ぶ場合もある。「ランチ・ウェリントン」は元来のウェリントン・ブーツを元にデザインされた初期のカウボーイブーツである。ラウンドトゥで、踵も低く、カウボーイブーツほど装飾的ではない。

## 特徴
一般的なウェリントン・ブーツは長靴、またはレインブーツと呼ばれるゴム製の長靴である。素材はゴムかポリ塩化ビニルである。
日本ではイギリスのハンター（Hunter）社、フランスのエーグル（Aigle）社のレインブーツが有名である。

## 歴史

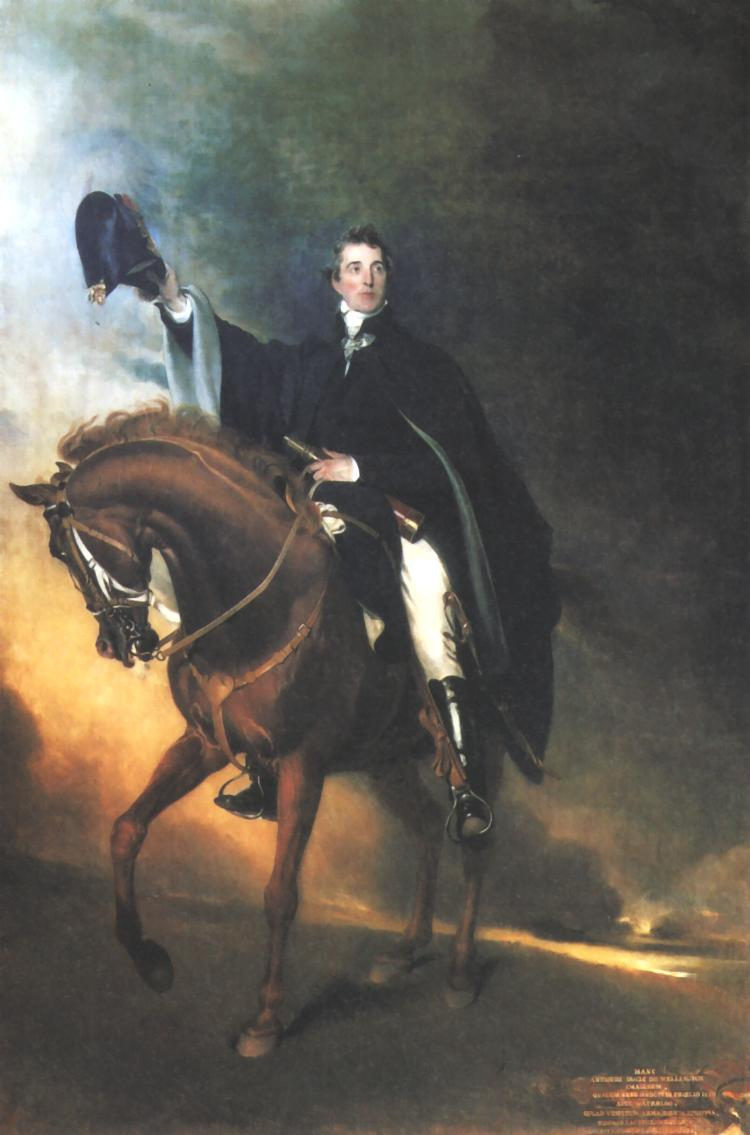
ウェリントン公爵と愛馬コペンハーゲンを描いた肖像画（トーマス・ローレンス画）。

ウェリントン・ブーツは19世紀にイギリスで広まった。初代ウェリントン公爵アーサー・ウェルズリーは、乗馬時の騎兵に脛の負傷が多いことから脛を覆う乗馬靴の作成を依頼した。そのブーツは18世紀から知られているヘッセン・ブーツをベースに作成されたが、ヘッセン・ブーツの装飾的な房飾りを排除し、胴回りをフィットするように改良した。このブーツの作成をウェリントン公爵から依頼されたのはロンドンのウェストミンスター、セント・ジェームス通り（St James’s Street）にあった、王族御用達として名高い靴職人一家のホービー家（The Hoby Family）であった。ウェリントン公爵の活躍もあり、英国内の紳士たちはこぞってこのブーツを履くようになり、とくにシンプルでダンディなスタイルがブランメルのような英国紳士たちに愛された。その後に広まったズボンの丈にあわせて、1850年代には脹脛中ほどまで、1860年代には踝までの高さに改良された。
その後、ウェリントン・ブーツは革製からゴム製へと改良される。
1852年にはゴムで防水性のものが作られて一般に広まった。1852年に実業家ヒラム・ハッチンソン（Hiram Hutchinson）はゴム硫化法を発明したチャールズ・グッドイヤー（Charles Goodyear）と知り合っていた。グッドイヤーはタイヤの作成を試みていたが、ハッチンソンは靴作成の特許を取得し、1853年にフランスでゴム製の靴を作成する工場を立ち上げた（現在のエーグル社）。当時、人口の大多数は農民や牧民であり、彼らはぬかるんだ場所でも木靴を履いて作業を行っていた。そのためこの新しいゴムのウェリントン・ブーツは爆発的なヒットとなった。
その後、第一次世界大戦では英国軍はヨーロッパのぬかるんだ塹壕で戦うことを余儀なくされていた。そのためThe North British Rubber Company社（現在のハンター社）は大量のウェリントン・ブーツの作成を依頼された。英国軍の要求にこたえるため、工場を昼夜作動させ、118万5036足のウェリントン・ブーツを作成したといわれる。
また、第二次世界大戦でもハンター社は英国軍に大量のウェリントン・ブーツを作成し、英国軍はぬかるんだオランダ戦線でそのブーツと共に活躍した。戦後は配給されたブーツを作業用に使用する者もあり、多くの人たちにウェリントン・ブーツが知られるようになっていた。

## 一覧

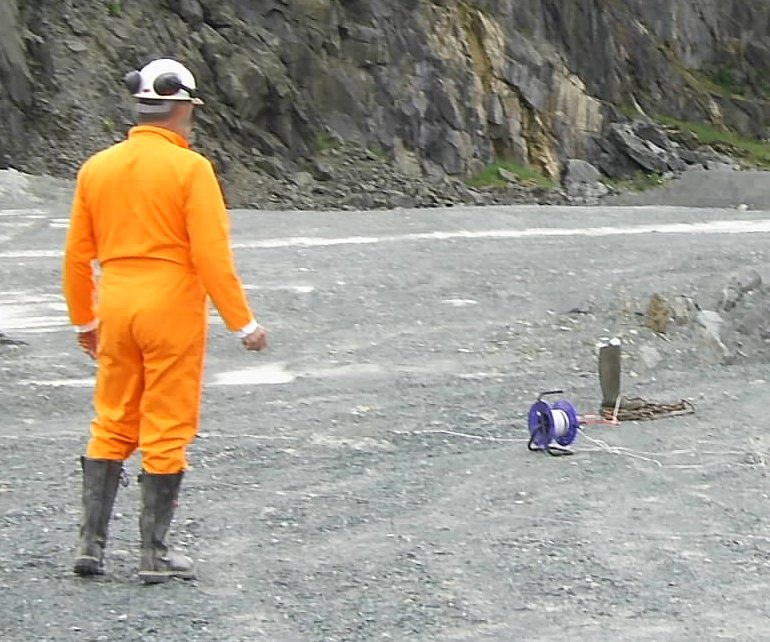
発破作業中の作業者（ウェリントン・ブーツ着用）
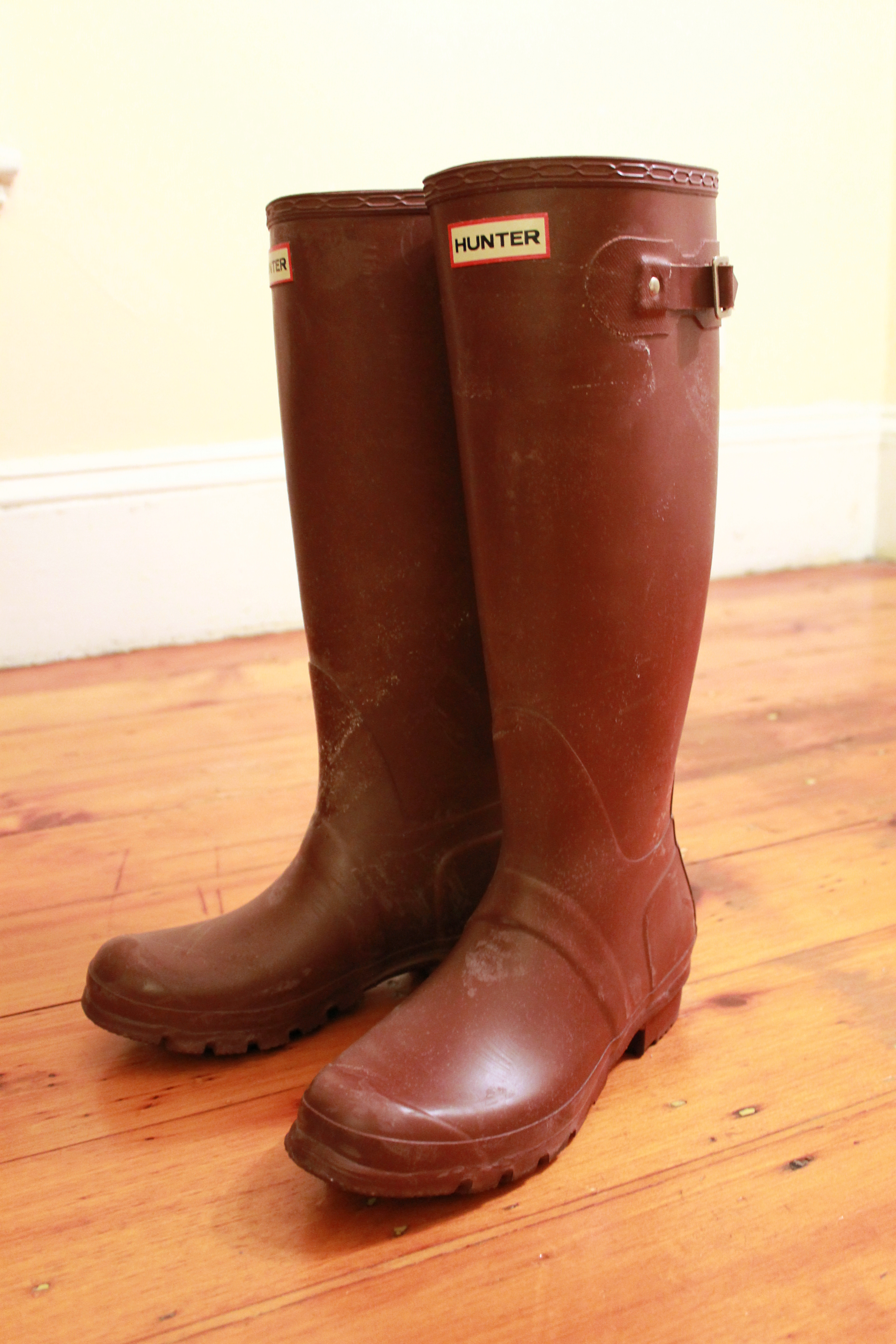
ハンターのウェリントン・ブーツ